# Miezmajskie osiedle wiejskie
Miezmajskie osiedle wiejskie (ros. Мезмайское сельское поселение) – osiedle wiejskie w Rosji, wchodzące w skład rejonu apszerońskiego, w Kraju Krasnodarskim.
Centrum administracyjnym jest wieś (ros. посёлок) Miezmaj.

## Demografia
W 2023 roku osiedle wiejskie zamieszkiwało 910 osób.

## Miejscowości
W skład osiedla wiejskiego wchodzą 2 miejscowości.
| Miejscowość    | Typ miejscowości | Liczba ludności (2010) |
| -------------- | ---------------- | ---------------------- |
| Miezmaj        | wieś             | 774                    |
| Tiemnolesskaja | stanica          | 144                    |